# Alessandro Ghebreigziabiher

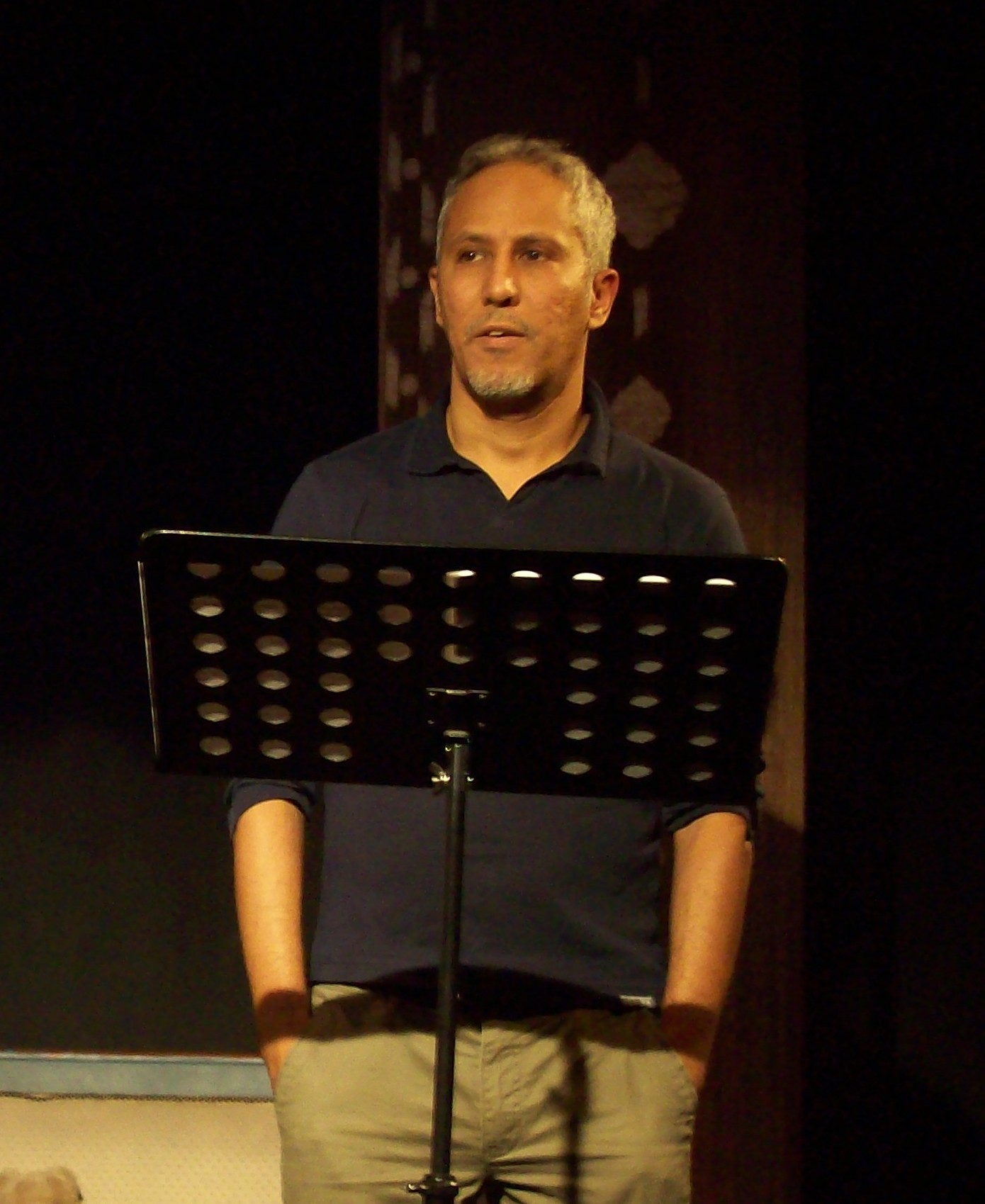
Alessandro Ghebreigziabiher (2013)

Alessandro Ghebreigziabiher (* 20. Mai 1968 in Neapel) ist ein italienischer Schriftsteller und Theaterschauspieler.

## Leben
Ghebreigziabiher ist der Autor von Romanen und Kurzgeschichten sowie Theaterschauspieler. Er ist auf Storytelling spezialisiert, insbesondere zu Fragen der interkulturellen Vielfalt.
Sein erstes Buch Tramonto (Sonnenuntergang) wurde im Jahr 2003 mit dem Preis White Ravens geehrt, besondere Erwähnung erfuhr er von der Internationalen Jugendbibliothek München.
2005 gründete er in Rom die Theatergruppe „Il dono della diversità“ (Das Geschenk der Vielfalt) und ist seit 2007 künstlerischer Leiter des gleichnamigen Festivals.

## Veröffentlichungen

### Romane
- 2006 Il poeta, il santo e il navigatore[7] (Fermento Editore) ISBN 88-89207-38-8
- 2008 L’intervallo (Intermezzi Editore) ISBN 88-903576-1-4
- 2015 La truffa dei migranti (Tempesta Editore) ISBN 978-88-97309-75-8
- 2016 Elisa e il meraviglioso mondo degli oggetti (Tempesta Editore) ISBN 88-97309-87-9
- 2017 Carla senza di Noi (Graphofeel Edizioni) ISBN 88-97381-79-0
- 2019 Lo strano vizio del professor Mann (Ofelia Editrice) ISBN 88-99820-26-0
- 2019 Matematica delle parole (Toutcourt Edizioni) ISBN 88-32219-09-3
- 2020 A morte i razzisti (Oakmond Publishing) ISBN 39-62072-20-9
- 2021 Agata nel paese che non legge (NEM Editore) ISBN 978-88-88903-63-7
- 2023 Io, Blu e Rosso (Edizioni Bette) ISBN 979-12-80564-26-9
- 2024 Specchi delle nostre brame (Edizioni Bette) ISBN 979-12-80564-35-1

### Bücher für Kinder
- 2002 Tramonto (Edizioni Lapis) ISBN 88-87546-60-6
- 2008 Tra la terra e l’acqua[8] (Camelozampa Editore) ISBN 978-88-903034-2-5
- 2014 Roba da bambini (Tempesta Editore) ISBN 88-97309-57-7
- 2017 Tramonto, la favola del figlio di Buio e Luce ISBN 978-88-97309-94-9

### Geschichtensammlungen
- 2006 Mondo giovane (Editrice La Ginestra) ISBN 88-8481-025-6
- 2006 Lo scrigno cosmopolita (Editrice La Ginestra) ISBN 978-88-8481-031-1
- 2013 Il dono della diversità (Tempesta Editore) ISBN 88-97309-34-8
- 2013 Amori diversi (Tempesta Editore) ISBN 88-97309-45-3

### Sachbuch
- 2022 Nato da un crimine contro l'umanità. Dialogo con mio padre sulle conseguenze del colonialismo italiano (Tab Edizioni) ISBN 978-88-9295-611-7

## Bühnenwerke
- Tramonto (1999)
- Robin Dream (2005)
- La vera storia di Jean-Baptiste du Val-de-Grâce, oratore della razza umana (2008)
- Loving vs Virginia (2010)
- Storie e Notizie (2010)
- Nostro figlio è nato (2012)
- Il dono della diversità (2013)
- Roba da bambini (2014)
- Questa è la paura (2015)
- La truffa dei migranti (2015)
- Quando (2016)
- Curami (2017)
- Le sette vite di Eva (2018)
- Storie da pazzi di storie (2019)